# Dicranomyia cunninghamensis
Dicranomyia cunninghamensis là một loài ruồi trong họ Limoniidae. Chúng phân bố ở miền Australasia.